# Iława
Iława (em alemão: Deutsch Eylau) é um município da Polônia, na voivodia da Vármia-Masúria e no condado de Iława. Estende-se por uma área de 21,88 km², com 33 128 habitantes, segundo os censos de 2018, com uma densidade de 1513 hab/km².

## Imagens

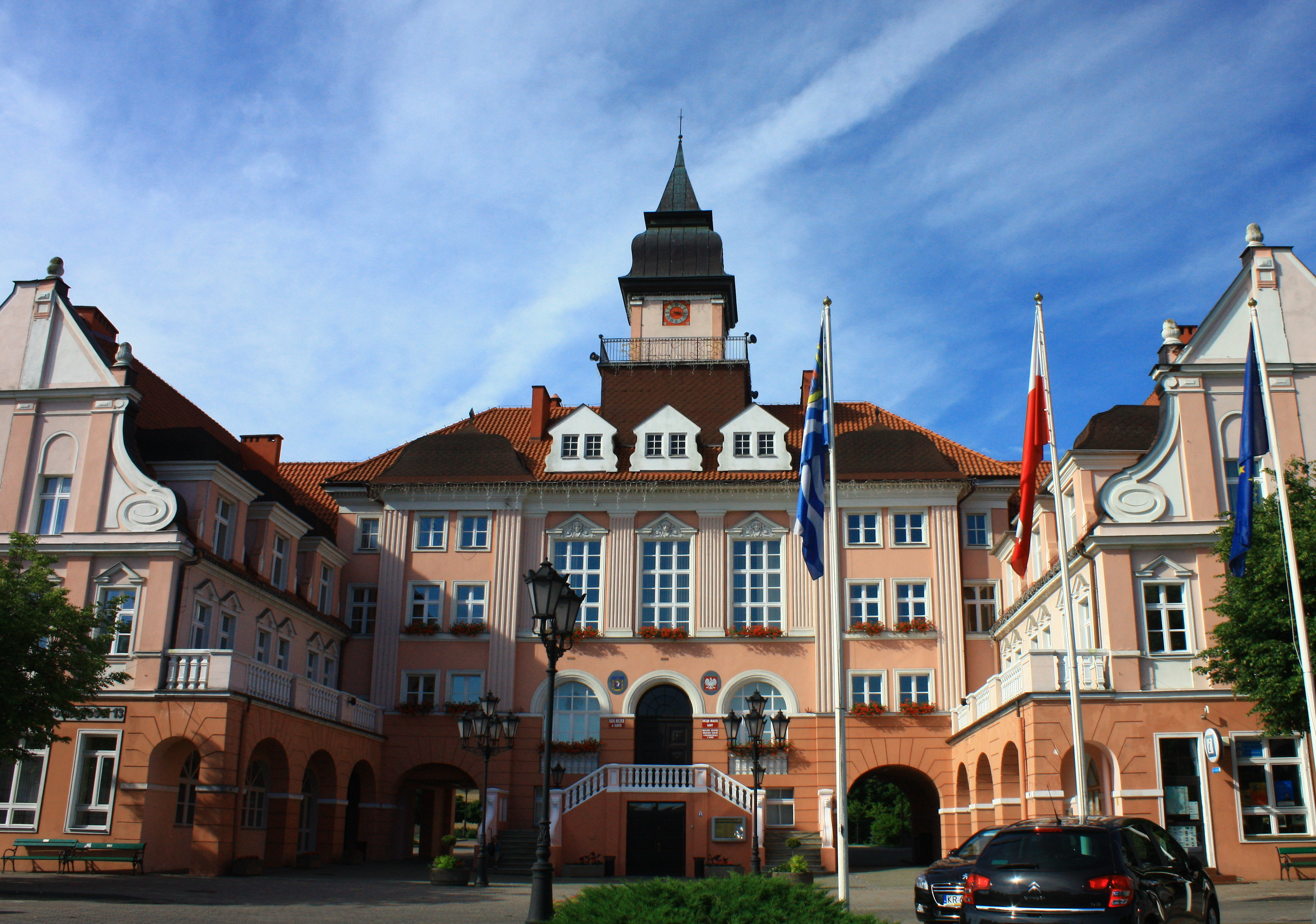
Paços do concelho
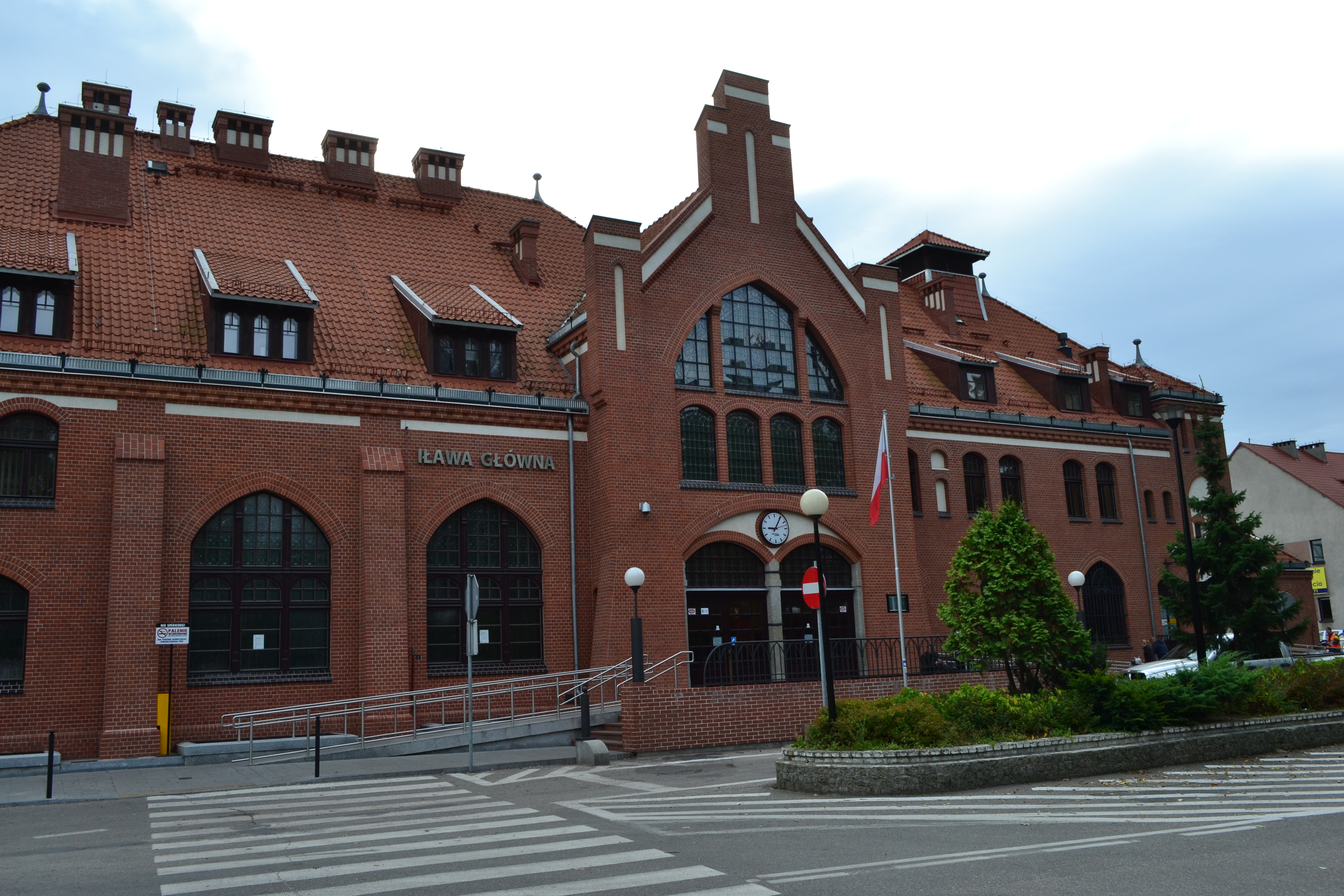
Estação ferroviária Iława Główna
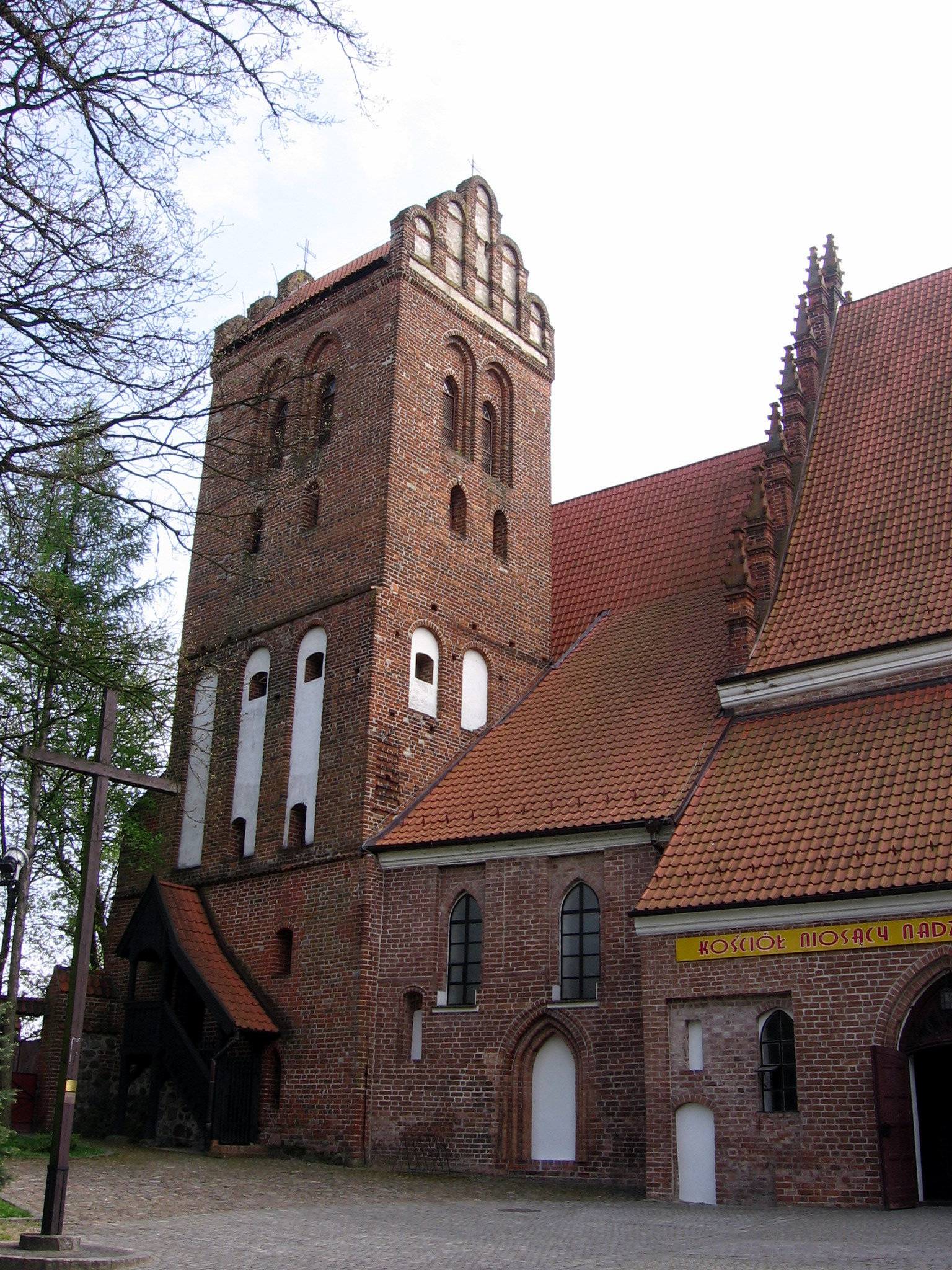
Igreja da Transfiguração
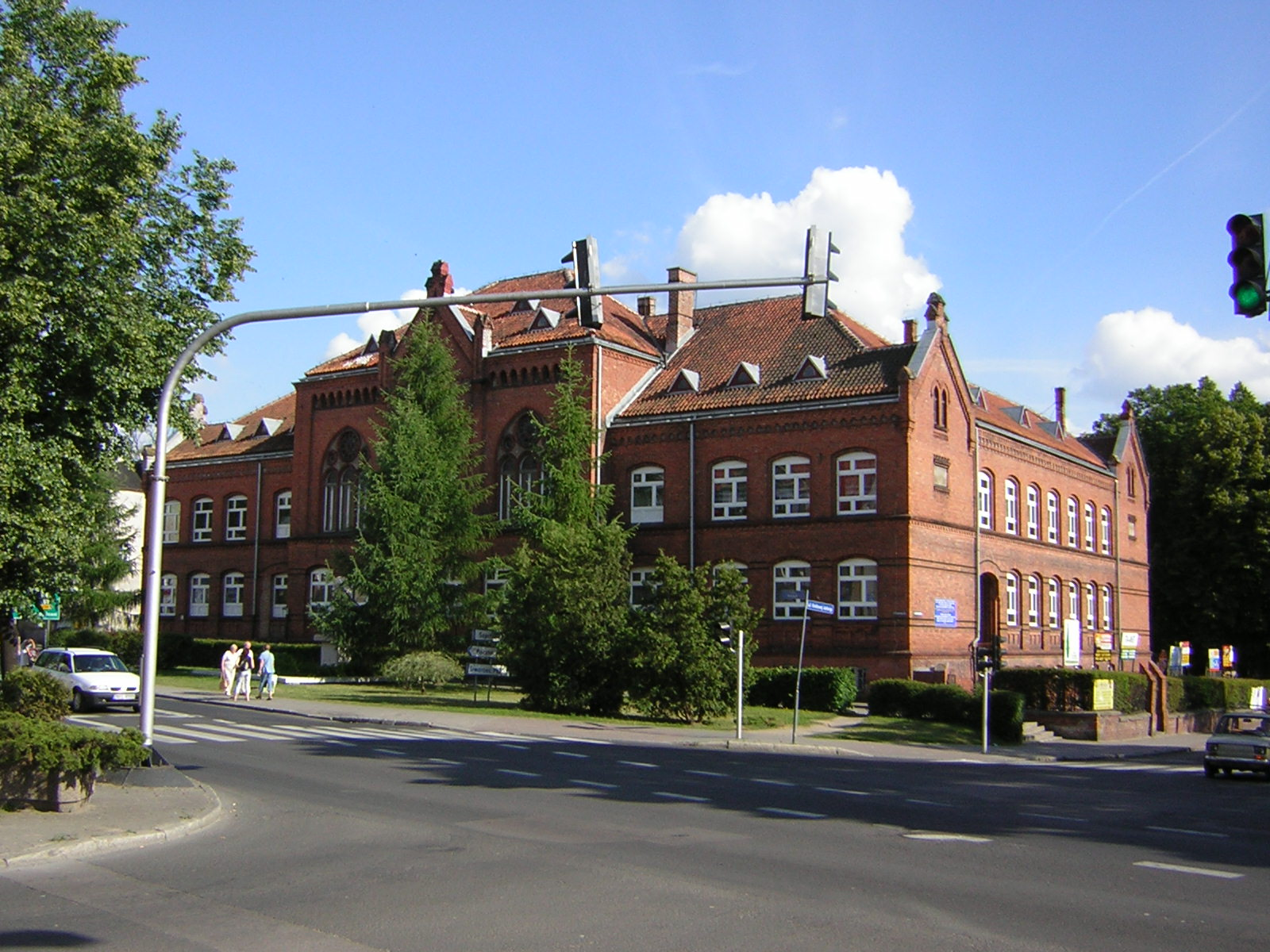
Escola secundária n.º 1